# Maria Gress
Maria Gress (* 23. Januar 1897 in Straßburg; † 5. April 1945 in Kopenhagen) war eine deutsche Pädagogin und Widerstandskämpferin gegen den Nationalsozialismus.

## Leben
Maria Gress  besuchte die Volksschule und die „Städtische Höhere Mädchenschule“ in Straßburg. Die Familie zog aus politischen Gründen später nach Iffezheim. Nach der Ablegung der Reifeprüfung bestand sie 1917 die Lehramtsprüfung.
Am 6. November 1919 bat sie um die Einstellung in den badischen Schuldienst. 1921 sollte sie an der Elisabethschule in Mannheim unterrichten, lehnte dies jedoch ab, da sie als Privatlehrerin in Badenweiler eine Anstellung gefunden hatte. 1923 wurde sie in Tennenbronn als Hilfslehrerin angestellt und am 1. Oktober 1924 zur Schulverwalterin befördert. Nach ihrem Wechsel nach Elchesheim, stellte sie einen Versetzungsantrag nach Iffezheim.
Am 16. Mai 1925 nahm sie ihrem Dienst an der Volksschule Iffezheim auf. Der dortige Schulleiter, Wilhelm Hiller, gehörte der NSDAP an und war ein glühender Vertreter der neuen Ideologie. 1936 weigerte sich Maria Gress, für die Umgestaltung der Iffezheimer Schule in eine nationalsozialistische Musteranstalt zu spenden. Als sie von Hiller dazu zur Rede gestellt wurde, antwortete sie schriftlich und distanzierte sich in ihrem Schreiben vom Nationalsozialismus („… da ich mich trotz allem Ringen und Kämpfen nicht zum Nationalsozialismus bekennen kann, welcher mit der deutschen Erziehungsidee gemeint ist. …“). Hiller denunzierte Gress und leitete den Brief an die Ortsgruppe des Nationalsozialistischen Lehrerbundes (NSLB) in Rastatt weiter und informierte das zuständige Kreisschulamt. Gress wurde ohne Rentenanspruch aus dem Schuldienst entfernt. 1939 floh sie nach Kopenhagen, wo sie einem Kloster beitrat und Nonne wurde.
Maria Gress verstarb am 5. April 1945 an Tuberkulose.
Ihr zu Ehren wurde die Iffezheimer Haupt- und Realschule in Maria-Gress-Schule umbenannt.